# Котовский сельсовет (Тамбовская область)
Котовский сельсовет — упразднённые административно-территориальная единица и муниципальное образование в Рассказовском районе Тамбовской области.
Административный центр — село Котовское.
Законом Тамбовской области от 24 мая 2013 года № 271-З, Котовский, Липовский и Верхнеспасский сельсоветы были преобразованы, путём их объединения, в Верхнеспасский сельсовет.

## Населённые пункты
В состав поселения входило 4 населённых пункта:
- сёла: Коптево, Котовское.
- посёлки: Преображенье, Усть-Кензарь.